# Messac (Charente-Maritime)
Messac ist eine südwestfranzösische Gemeinde mit 104 Einwohnern (Stand: 1. Januar 2022) im Département Charente-Maritime in der Region Nouvelle-Aquitaine (vor 2016 Poitou-Charentes). Sie gehört zum Arrondissement Jonzac und zum Kanton Les Trois Monts. Die Einwohner werden Messacais genannt.

## Lage
Messac liegt im Süden der Saintonge etwa 65 Kilometer nordnordöstlich von Bordeaux. Umgeben wird Messac von den Nachbargemeinden Léoville im Nordwesten und Norden, Vanzac im Norden und Osten, Mérignac im Südosten und Süden, Pommiers-Moulons im Südwesten sowie Vibrac im Westen.

## Bevölkerungsentwicklung
| Jahr                       | 1962 | 1968 | 1975 | 1982 | 1990 | 1999 | 2006 | 2019 |
| Einwohner                  | 156  | 157  | 143  | 135  | 127  | 107  | 109  | 106  |
| Quellen: Cassini und INSEE |      |      |      |      |      |      |      |      |

## Sehenswürdigkeiten
- Kirche Saint-Félix aus dem 13. Jahrhundert

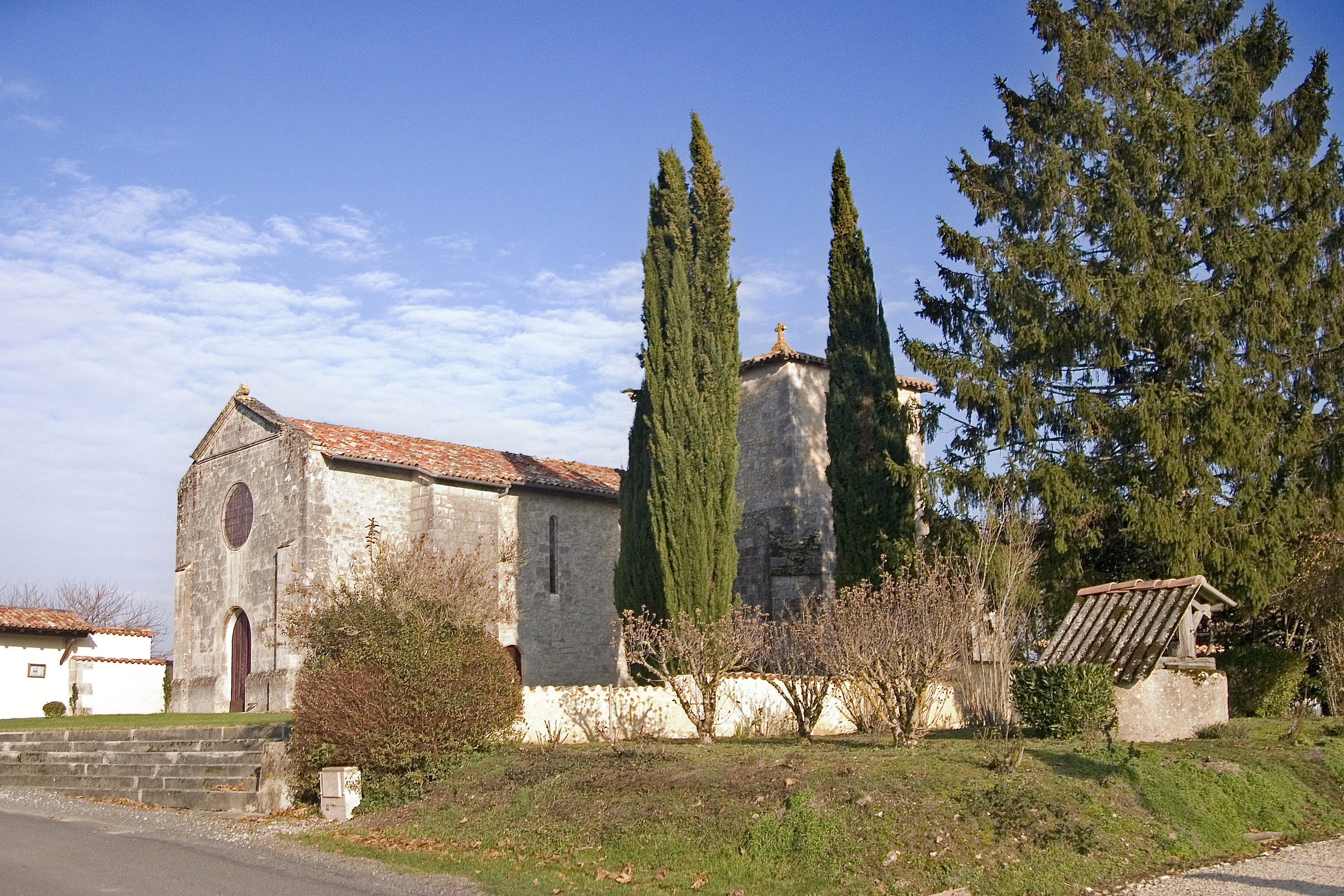
Kirche Saint-Félix